# Corps Saxonia Kiel
Das Corps Saxonia Kiel ist eine pflichtschlagende und farbentragende Studentenverbindung im Kösener Senioren-Convents-Verband (KSCV). Das Corps vereint Studenten und Alumni der Christian-Albrechts-Universität zu Kiel. Die Corpsmitglieder werden Kieler Sachsen genannt.

## Geschichte
Das Corps wurde am 25. Juni 1838 in Kiel gegründet. Es hat die Farben grün-weiß-bordeauxrot. Der Wahlspruch ist Virtuti semper corona! (etwa „[der] Mannhaftigkeit [gebührt] stets die Krone!“). Wie bei Holsatia, dem zweiten alten Kieler Corps, war auch bei Saxonia die Zeit vor dem Ersten Weltkrieg von längeren Suspensionsphasen bestimmt. Die erste Suspension dauerte vom Sommersemester 1841 bis zum 9. Dezember 1842. Eine große Zäsur entstand im März 1848, als sich Saxonia an der Schleswig-Holsteinischen Erhebung beteiligte und das Corpsleben vollständig erlosch. Saxonia trat am 24. Februar 1858 (wie drei Jahre zuvor schon Holsatia) wieder als Corps zusammen, allerdings nur für wenig mehr als ein Jahr. Am 21. Mai 1859 suspendierte sie erneut und rekonstituierte am 11. Dezember 1864. Die dritte Suspensionsphase trat am 19. Juli 1870 infolge des Deutsch-Französischen Krieges ein. Diesmal gelang die Wiederaufnahme des Aktivenbetriebes erst zwanzig Jahre später im Wintersemester 1890/91. Mit Ausnahme des Sommersemesters 1894 und des darauf folgenden Wintersemesters 1894/95 bestand sie dann bis zum Ersten Weltkrieg ununterbrochen. Der Aufschwung der Saxonia, wie auch der 1905 nach längerer Unterbrechung erneuerten Holsatia, hing auch mit dem Anstieg der Studentenzahlen an der Kieler Universität nach 1895 zusammen.
Schon Ende der 1890er Jahre konnte Saxonia dank der Spendenfreudigkeit eines Alten Herren ein Haus ihr eigen nennen. 1931 erwarb sie aus dem Besitz der Familie Krupp die  Krupp’sche Villa an der Kiellinie 71 unmittelbar neben dem Kieler Yacht-Club. Das Gebäude, das Gartenhaus und die wasserseitige Einfriedungsmauer sind als Bauliche Anlage mit geschichtlichem und städtebaulichem Wert seit 4. Mai 2018 Kulturdenkmal. Das Gebäude wurde vermutlich um 1910 gebaut, Umbau 1914 unter Hans Beissel für Gustav Krupp von Bohlen und Halbach; zweigeschossiger giebelständiger Putzbau unter ausgebautem Satteldach, Front mit Seitenrisalit, Altan und jüngerem Polygonalerker; wasserseitig Einfriedungsmauer und Gartenhaus.
Im Januar 1950 gehörte Saxonia zu den 22 Corps, die sich in der Interessengemeinschaft zusammenschlossen und die Wiederbegründung des KSCV vorbereiteten. Wie 1912 stellte sie 1953 den Vorsitzenden des Kösener Congresses. Walter Ballas war der erste Nachkriegsvorsitzende des VAC-Vorstands.

## Verhältniscorps

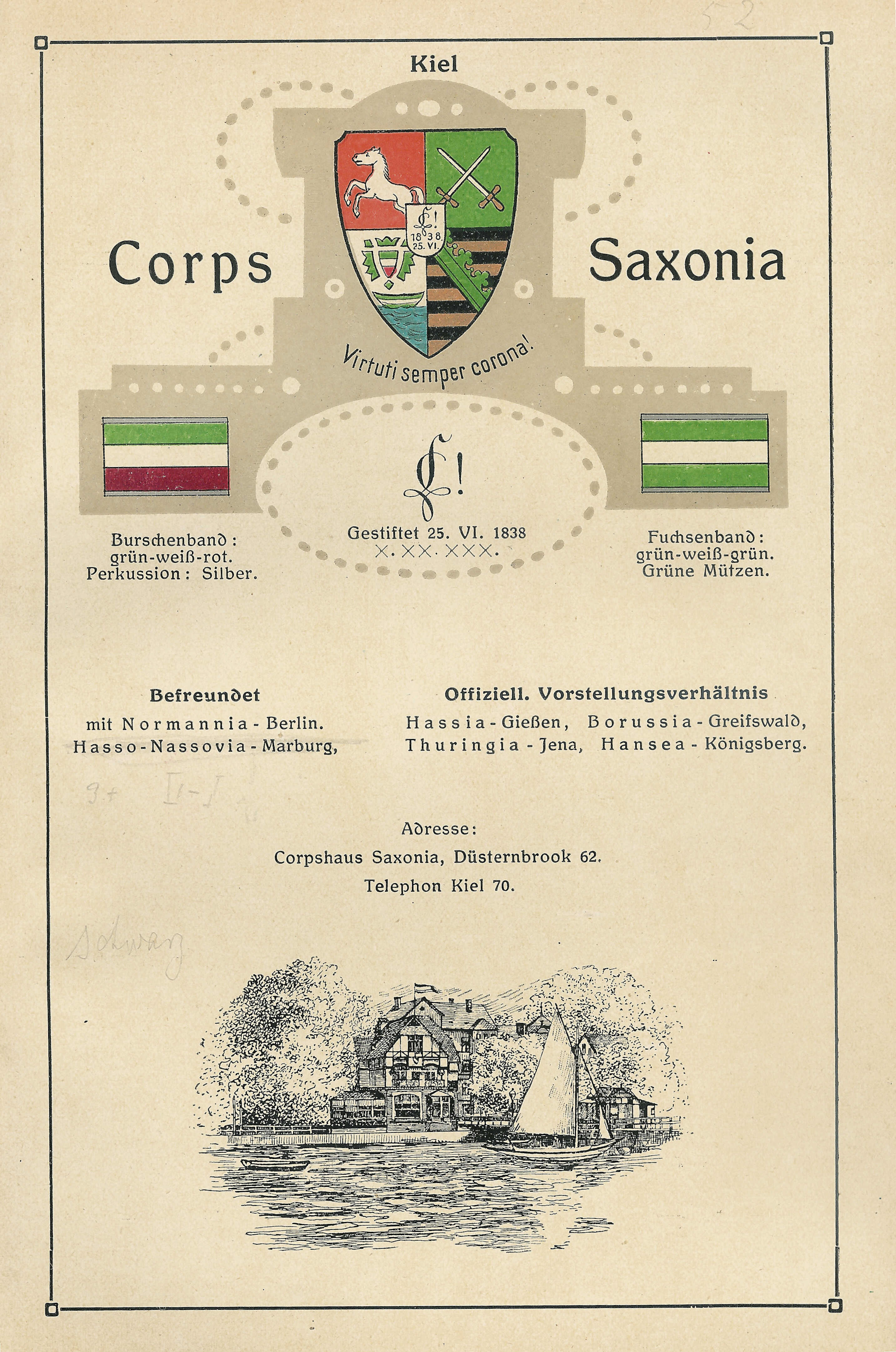
Corpshaus und Verhältniscorps (1912)

Saxonia hat seit den 1890er Jahren mehrere Verhältnisverträge mit anderen Kösener Corps geschlossen und gehört zum schwarzen Kreis.
Kartelle
Normannia Berlin (seit 1923, befreundet seit 1899)
Suevia-Straßburg zu Oldenburg (seit 1971, befreundet seit 1951)
Befreundete Corps
Borussia Greifswald (1919)
Hassia-Gießen zu Mainz (1920)
Thuringia Jena (1920)
Suevia München (1927)
Rhenania Bonn (1953)
Saxonia Konstanz (1956)
Bavaria Würzburg (1965)
Thuringia Leipzig (Vorstellungsverhältnis 1920)

## Bekannte Mitglieder
In alphabetischer Reihenfolge des Nachnamens
- Karl Asmus Bachmann (1842–1916), Richter, Mitglied des Preußischen Abgeordnetenhauses
- Jörn-Ulrich Bachmann (1925–1989), Oberkreisdirektor
- Walter Ballas (1887–1969), Ehrenmitglied, Krupp-Verteidiger in Nürnberg, Vorsitzender des Verbandes Alter Corpsstudenten
- Uwe Bleyl (1936–2016), Pathologe
- Arnold Eucken (1884–1950), Physiker
- Walter Eucken (1891–1950), Nationalökonom
- Herbert Gardemin (1904–1968), Orthopäde
- Carl Joseph Gauß (1875–1957), Gynäkologe
- Arthur Germershausen (1849–1913), Landrat in Insterburg, Adelnau und Krotoschin, Richter am Preußischen Oberverwaltungsgericht
- Horst Hunger (1902–1986), Ministerialbeamter, Offizier und Bundesrichter
- Carl Jessen (1821–1889), Botaniker
- Peter Willers Jessen (1793–1875), Psychiater in Schleswig und Kiel
- Wolfgang Klien (1907–2006), Verwaltungsjurist, Tischler, Maler und Kunstwissenschaftler
- Erich Krahmer-Möllenberg (1882–1942), Verwaltungsjurist
- Hans Lübbert (1870–1951), Hochschullehrer für Fischereiwirtschaft
- Walter Mentzel (1899–1978), Staatsrat, MdL
- Eduard Müller (1876–1928), Mediziner und Hochschullehrer (Innere Medizin, Neurologie, Infektionskrankheiten)
- Carl Christian Otto (1817–1873), Mnemotechniker und Journalist
- Werner Ranz (1893–1970), Rechtsanwalt und Notar, VAC-Vorsitzender
- William Nikolaus Reed (1825–1864), Offizier der Schleswig-Holsteinischen Armee, Regimentskommandeur im Sezessionskrieg
- Ludwig Graf zu Reventlow (1824–1893), Landrat in Husum
- Rudolf Schleiden (1815–1895), Ministerresident, MdR
- Heinrich Friedrich Schütt (1835–1918), Richter am Reichsgericht
- Otto Schulze († 1934), Landrat in Pommern
- Wulf Tagg (1839–1914), Richter am Reichsgericht
- Christoph von Tiedemann (1836–1907), MdR
- Georg-Christoph von Unruh (1913–2009), Rechtswissenschaftler
- Hugo von Waldeyer-Hartz (1876–1942), Marineschriftsteller
- Karl Johannes Wieding (1825–1887), Rechtswissenschaftler, Rektor der CAU
- Karl Woermann (1844–1933), Kunsthistoriker
- Herbert Ziemer (1888–1975), Landrat